# لوسي فورمان
لوسي فورمان (بالإنجليزية: Lucy Furman)‏ هي كاتِبة أمريكية، ولدت في 7 يونيو 1870، وتوفيت في 24 أغسطس 1958.